# Jean Le Gros (carme)
Pour l’article homonyme, voir Jean Le Gros.
Jean Le Gros ou Grossi († 1435), en latin Johannes Grossus, est un carme français, prieur général et historien de son Ordre, à l'époque du Grand Schisme d'Occident.

## Biographie
Jean Le Gros est né avant 1360, à une date indéterminée, dans le Sud de la France. Entré chez les carmes à Pamiers, il obtient le titre de maître en théologie, vraisemblablement à Toulouse. En 1387, il se trouve à la tête de la province de Toulouse, quand éclate le Grand Schisme d'Occident. Comme la plupart des ordres religieux, les carmes vont alors se diviser en fonction de leurs appartenances politico-nationales respectives.
C'est ainsi que le prieur général en place depuis 1375, Bernard Olery, qui s'était déclaré en faveur du pape d'Avignon (Clément VII), se trouve mis en concurrence, à partir de 1381, avec Michele Aignani, élu par les partisans du pape de Rome (Urbain VI). Du côté de l'obédience avignonnaise, Olery sera remplacé en 1384 par Raymond de Vaquerie, puis par Jean Le Gros en 1389.
En 1409, celui-ci participe au concile de Pise, réunissant des représentants des deux obédiences, au cours duquel les deux papes en fonction sont désavoués, au profit d'un nouveau pontife, Alexandre V, qui ne sera pas officiellement reconnu par la suite. Un certain désir d'unité se fait donc jour, en tout cas chez les carmes, puisqu'en 1411, les deux généraux se démettent en même temps. Jean Le Gros est alors désigné pour prendre la tête de l'Ordre réunifié.
À ce titre, il participe au concile de Constance en 1414. Sans être lui-même un réformateur, il approuve en 1412 le passage à la stricte observance du couvent santa Maria delle Selve, situé près de Florence, dont l'un des prieurs est, à l'époque, le bienheureux Angelo Mazzinghi.
Il tiendra également plusieurs chapitres généraux, entreprend de nombreuses fondations et crée les provinces carmélitaines de Touraine et de Bohême. Cependant, sa lutte contre les causes de la décadence de sa famille religieuse se solde par un échec. Aussi démissionne-t-il en 1430, avant de décéder, à Pamiers, le 1er août 1435. La même année, sous le généralat de son successeur, Jean Faci, la mitigation de la Règle, demandée par les carmes en 1432, est approuvée par le pape Eugène IV dans la Bulle Romani Pontificis.

## Postérité
Outre une série de sermons, dont les manuscrits sont conservés à Munich, Jean Le Gros a laissé trois catalogues, recensant respectivement les généraux, les docteurs et les saints de l'Ordre. Plus important encore, il a composé un ouvrage historique, intitulé Viridiarum ordinis B. V. Mariae de Monte Carmelo, qui, en dépit d'un manque d'originalité et d'esprit critique, a exercé une forte influence sur la spiritualité carmélitaine, en particulier concernant le statut de fondateur attribué au prophète Élie.
Il suffit, pour s'en convaincre, de remarquer que cette œuvre a été éditée à Venise en 1507, dans le même volume que le Speculum carmelitarum de Philippe Ribot, autre chantre des origines élianiques de l'Ordre, au XIVe siècle. Au moment où cette thèse légendaire se verra contredite par les Bollandistes, le Viridiarum sera à nouveau publié en 1680 à Anvers, par Daniel de la Vierge-Marie, dans le premier tome du Speculum carmelitanum de celui-ci.

### Œuvres
- Viridiarum ordinis B. V. Mariae de Monte Carmelo, Venise, 1507.
- Viridiarum ordinis B. V. Mariae de Monte Carmelo, in Daniel de la Vierge-Marie, Speculum carmelitanum, tome I, Anvers, 1680.
- Catalogus generalium, in B. Zimmerman, Monumenta historica carmelitana, Lérins, 1907, pp. 236-237.
- De scriptoribus ordinis carmelitanum, in B. Xiberta, De scriptoribus scholasticis saeculi XIV ex ordine carmelitarum, Douai, 1931, pp. 42-53.
- Catalogus sanctorum ordinis carmelitarum, in B. Xiberta, De visione S. Simonis Stock, Rome, 1950, pp. 281-284.

### Études
- Adrian Staring, « Grossi (Jean) », Dictionnaire de spiritualité ascétique et mystique, Paris, Beauchesne, t. VI,‎ 1967, p. 1058-1059 (lire en ligne).
- A. Staring, « Jean le Gros (Grossi) », Catholicisme, Paris, Letouzey et Anet, t. VI,‎ 1967, p. 606.